# Lijst van Noorse nationale wegen
Op deze pagina vindt u een lijst van alle Noorse nationale wegen, ook wel rijkswegen (riksveier) genoemd.

## Hovedveier (Hoofdwegen)
| Nationale weg | Traject                                     |
| ------------- | ------------------------------------------- |
| 2             | Elverum - Magnor (Zweedse grens)            |
| 3             | Ulsberg - Stange                            |
| 4             | Gjøvik - Oslo                               |
| 5             | Florø - Lærdal                              |
| 7             | Bu - Hønefoss                               |
| 9             | Haukeli - Kristiansand                      |
| 13            | Sandnes - Leikanger                         |
| 15            | Måløy - Otta                                |
| 19            | Undrumsdal - Moss                           |
| 22            | Hvam - Rakkestad                            |
| 23            | Lier - Frogn                                |
| 25            | Hamar - Bergulvkjølen (Zweedse grens)       |
| 35            | Ullensaker - Hokksund                       |
| 36            | Seljord - Skjelsvik                         |
| 41            | Kviteseid - Kristiansand                    |
| 52            | Lærdal - Gol                                |
| 55            | Dragsvik - Sogndalsfjøra                    |
| 70            | Kristiansund - Oppdal                       |
| 73            | Trofors - Hattfjelldal (Zweedse grens)      |
| 77            | Storjord - Grensebekken (Zweedse grens)     |
| 80            | Fauske - Bodø                               |
| 83            | Harstad - Tjeldsund                         |
| 85            | Sortland - Lødingen                         |
| 92            | Gievdneguoika - Grensen skole (Finse grens) |
| 93            | Alta - Geadgejávri (Finse grens)            |
| 94            | Hammerfest - Skaidi                         |
| 111           | Rakkestad - Fredrikstad                     |
| 150           | Oslo (E18) - Oslo (E6)                      |
| 159           | Oslo - Lillestrøm                           |
| 162           | Oslo (E18) - Oslo (E18)                     |
| 163           | Lørenskog - Oslo                            |
| 190           | Oslo - Oslo-Oost                            |
| 420           | Grimstad - Kristiansand                     |
| 509           | Stavanger (E39) - Stavanger (E39)           |
| 555           | Bergen - Fjell                              |
| 706           | Trondheim (E6) - Trondheim (E6)             |
| 827           | Tysfjord - Ballangen                        |
| 893           | Skoltebyen - Neiden (Finse grens)           |

## Forbindelsesveier (Verbindingswegen)
| Nationale weg | Traject                                  |
| ------------- | ---------------------------------------- |
| 12            | Mo i Rana - Utskarpen                    |
| 21            | Berg i Østfold - Skotterud               |
| 40            | Larvik - Geilo                           |
| 42            | Krossmoen – Nordsjøterminalen            |
| 44            | Soma – Skjæveland                        |
| 83            | Bergseng – Tjeldsund bru                 |
| 110           | Karlshus i Råde – Rakkestadsvingen       |
| 120           | Skedsmovollen – Mosesvingen              |
| 191           | Trosterud – Veitvet                      |
| 282           | Brakerøya – Bangeløkka                   |
| 354           | Kjørholt i Porsgrunn – Rugtvedt i Bamble |
| 451           | Borgen – Kristiansand lufthavn           |
| 509           | Kannik – Stavanger lufthavn              |
| 580           | Hop – Bergen lufthavn                    |
| 658           | Ålesund lufthavn – Ålesund               |
| 681           | Øygarden – Kristiansund lufthavn         |
| 706           | Rotvoll – Kroppan                        |
| 833           | E10 – Harstad/Narvik lufthavn            |
| 853           | Andselv – Bardufoss lufthavn             |
| 862           | Tromsø lufthavn – Breivika               |
| 881           | Alta lufthavn – Elvebakken i Alta        |
| 887           | E6 – Kirkenes lufthavn                   |
| 892           | Lakselv – Lakselv lufthavn i Porsanger   |